# Connemara

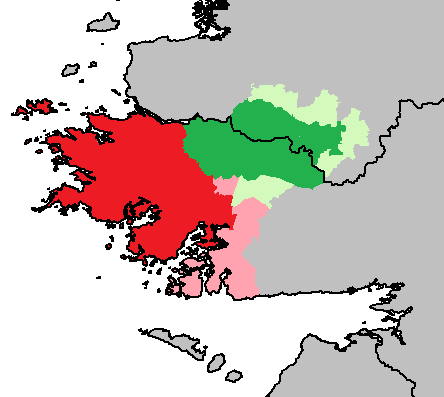
Connemara (červeně) a Joyce Country (zeleně) na mapě Irska

Connemara je historický a geografický region na západním pobřeží Irska; je rozdělen mezi Hrabství Mayo a Hrabství Galway, největším městem je Clifden. Název pochází od starého keltského kmene Conmhaícne Mara (mořští Connachtové). Connemara patří k oblastem, kde většina obyvatel hovoří irsky (Gaeltacht) a vyznačuje se také bohatým folklórem. Nachází se zde dlouhý úzký záliv Killary Harbour, pohoří Twelve Bens, jezero Lough Corrib, řeka Invermore, ostrov Inishbofin, klášter Kylemore Abbey a národní park Connemara. Obyvatelé se tradičně živí rybolovem, pastevectvím, pěstováním brambor, výrobou whiskey a těžbou ofikalcitu a rašeliny. Chudoba vedla v minulosti k rozsáhlému vystěhovalectví. Michel Sardou oslavil tuto krajinu v písni „Les Lacs du Connemara“, John Ford zde natočil film Tichý muž. Podle Connemary se jmenuje Conamara Chaos na Jupiterově měsíci Europa a plemeno connemarský pony. Pocházejí odsud politička Máire Geogheganová-Quinnová, herec Peter O'Toole a spisovatel Máirtín Ó Cadhain.